# Zonedieet
Het Zonedieet is een dieet dat populair is geworden door de boeken van biochemicus Barry Sears. Hij pleit voor het eten van calorieën uit koolhydraten, eiwitten en vetten in een verhouding van 40% / 30% / 30%.

## Theorie
Het dieet richt zich op een verhouding van 40:30:30 van de calorieën verkregen uit respectievelijk koolhydraten, eiwitten en vetten. Er is veel discussie over de correcte formule, hoewel onderzoeken (inclusief een niet-wetenschappelijk onderzoek door de Scientific American Frontiers PBS in de documentaire "losing it") de afgelopen jaren hebben aangetoond dat met het Zonedieet redelijk snel gewicht verloren kan worden. De Scientific American Frontiers-onderzoeken hebben van diverse populaire diëten (inclusief het Zonedieet) vergeleken hoe effectief deze zijn. De programmamakers waren verbaasd dat de deelnemers aan het Zone-experiment de grootste hoeveelheid vet hadden verloren terwijl gelijktijdig de toename aan spiermassa bij hen het grootse was. De deelnemers ervoeren de overgang naar het Zonedieet als het dieet dat het eenvoudigst was en ze hadden weinig last van honger. Degenen die zich de eerste dagen zwak voelden meldden dat dit na twee of drie dagen overging.
"The Zone" is Sears' term voor een goede hormoonbalans. Wanneer insulinewaarden in het bloed niet te hoog of te laag zijn, en glucagonwaarden niet te hoog zijn dat bepaalde ontstekingsremmende stoffen (type eicosanoides) door het lichaam worden afgescheiden, dan hebben deze stoffen hetzelfde ontstekingsremmende effect als aspirine maar zonder de bijwerkingen. Sears beweert dat een 30:40-verhouding tussen eiwitten en koolhydraten het afscheiden van deze stoffen bewerkstelligt, hij noemt dit "The Zone". Sears beweert verder dat deze natuurlijke ontstekingsremmende stoffen niet nadelig zijn voor de gezondheid. Wetenschappelijk bewijs hiervoor ontbreekt.
Het menselijk lichaam dat een goede balans heeft van calorieën (koolhydraten, eiwitten en vet) functioneert efficiënter en zal overbodige calorieën niet als vet opslaan. Het menselijk lichaam kan niet tegelijkertijd vet opslaan en verbranden en Sears gelooft dat het lichaam een bepaalde tijd (aanzienlijk als insulinewaarden hoog zijn door niet-gebalanceerd eten) nodig heeft om te wisselen tussen het verbranden en het opslaan van vet.
Een ander belangrijk element van het Zonedieet, in latere boeken geïntroduceerd, is het innemen van een bepaalde verhouding omega 3-:omega 6-vetten. Er wordt aangenomen dat dr. Sears het gebruiken van Omega 3-visolie populair heeft gemaakt.

## Kritiek
De American Heart Association waarschuwt voor diëten waarbij het grootste gedeelte van de calorieën uit eiwitten afkomstig is, ze geven aan dat de in het Zonedieet toegestane hoeveelheid vlees een bron is van een gevaarlijke hoeveelheid verzadigde vetten. Volgens dr. Sears is de kwalificatie van het Zonedieet als "eiwitrijk" niet correct omdat de meeste calorieën (40%) afkomstig zijn van koolhydraten. In zijn boek geeft hij een formule om aan de hand van lichaamsbouw en het activiteitsniveau de juiste hoeveelheid dagelijks in te nemen eiwitten te kunnen bepalen.